# Espoey
Espoey [ɛspwɛj] est une commune française, située dans le département des Pyrénées-Atlantiques en région Nouvelle-Aquitaine.
Le gentilé est Espoyen.

## Géographie

### Localisation
La commune d'Espoey se trouve dans le département des Pyrénées-Atlantiques, en région Nouvelle-Aquitaine.
Elle se situe à 19,0 km par la route de Pau, préfecture du département, et à 8,7 km de Pontacq, bureau centralisateur du canton des Vallées de l'Ousse et du Lagoin dont dépend la commune depuis 2015 pour les élections départementales. 
La commune fait en outre partie du bassin de vie de Pau.
Les communes les plus proches sont : 
Hours (1,7 km), Gomer (2,1 km), Lucgarier (2,2 km), Livron (2,7 km), Soumoulou (3,3 km), Limendous (3,9 km), Barzun (4,4 km), Luquet (4,5 km).
Sur le plan historique et culturel, Espoey fait partie de la province du Béarn, qui fut également un État et qui présente une unité historique et culturelle à laquelle s’oppose une diversité frappante de paysages au relief tourmenté.

### Communes limitrophes
Les communes limitrophes sont  Gomer, Hours, Limendous, Livron, Lourenties, Lucgarier, Luquet et Soumoulou.
| Limendous        | Lourenties |                          |
| Soumoulou, Gomer | Espoey     | Luquet (Hautes-Pyrénées) |
| Lucgarier        | Hours      | Livron                   |

À l'est, Luquet est dans une enclave des Hautes-Pyrénées dans les Pyrénées-Atlantiques.

### Hydrographie

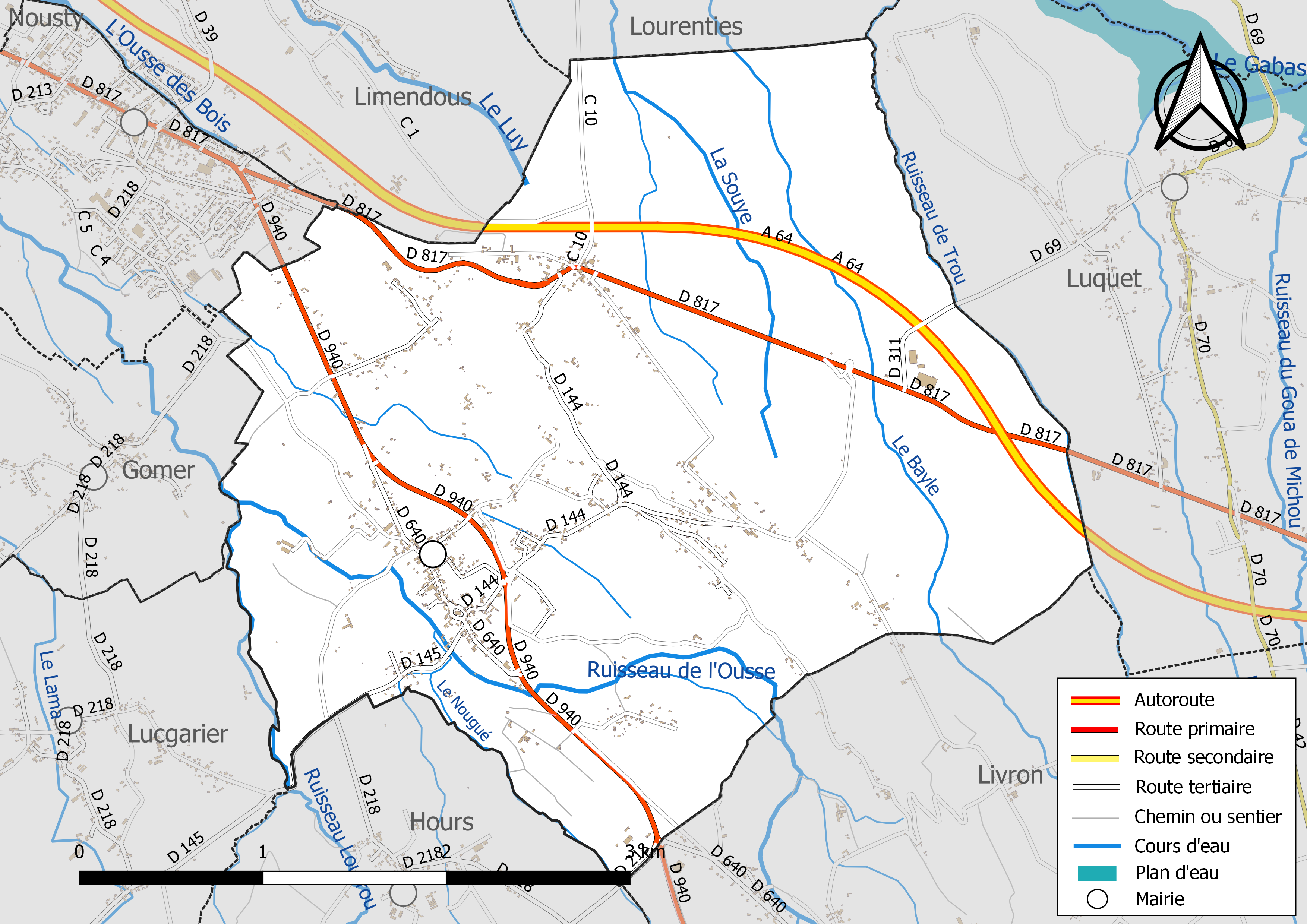
Réseaux hydrographique et routier d'Espoey.

La commune est drainée par le Luy, le Ousse, la Souye, le Lourrou, le Bayle, le ruisseau de Trou, un bras de l'Ousse, le Nougué, et par divers petits cours d'eau, constituant un réseau hydrographique de 19 km de longueur totale,.
Le Luy, d'une longueur totale de 154,5 km, prend sa source dans la commune d'Espoey et s'écoule d'est en ouest. Il traverse la commune et se jette dans l'Adour à Rivière-Saas-et-Gourby, après avoir traversé 65 communes.
Le Ousse, d'une longueur totale de 42,4 km, prend sa source dans la commune de Bartrès et s'écoule du sud-est vers le nord-ouest. Il traverse la commune et se jette dans le gave de Pau à Gelos, après avoir traversé 19 communes.
La Souye, d'une longueur totale de 24,7 km, prend sa source dans la commune d'Espoey et s'écoule du sud-est vers le nord-ouest. Elle traverse la commune et se jette dans le Luy à Barinque, après avoir traversé 8 communes.
Le Lourrou, d'une longueur totale de 13,2 km, prend sa source dans la commune de Saint-Vincent et s'écoule d'est en ouest. Il traverse la commune et se jette dans le ruisseau de l'Ousse à Gomer, après avoir traversé 7 communes.

### Climat
Pour des articles plus généraux, voir Climat de la Nouvelle-Aquitaine et Climat des Pyrénées-Atlantiques.
Historiquement, la commune est exposée à un climat de montagne.  
En 2020, Météo-France publie une typologie des climats de la France métropolitaine dans laquelle la commune est toujours exposée à un climat de montagne et est dans la région climatique Pyrénées atlantiques, caractérisée par une pluviométrie élevée (>1 200 mm/an) en toutes saisons, des hivers très doux (7,5 °C en plaine) et des vents faibles.
Pour la période 1971-2000, la température annuelle moyenne est de 12,6 °C, avec une amplitude thermique annuelle de 13,9 °C. Le cumul annuel moyen de précipitations est de 1 193 mm, avec 11,3 jours de précipitations en janvier et 8,7 jours en juillet. Pour la période 1991-2020, la température moyenne annuelle observée sur la station météorologique la plus proche, située sur la commune de Bénéjacq à 7 km à vol d'oiseau, est de 13,4 °C et le cumul annuel moyen de précipitations est de 1 244,1 mm,. Pour l'avenir, les paramètres climatiques de la commune estimés pour 2050 selon différents scénarios d'émission de gaz à effet de serre sont consultables sur un site dédié publié par Météo-France en novembre 2022.

### Milieux naturels et biodiversité
Aucun espace naturel présentant un intérêt patrimonial n'est recensé sur la commune dans l'inventaire national du patrimoine naturel,,.

## Urbanisme

### Typologie
Au 1er janvier 2024, Espoey est catégorisée commune rurale à habitat dispersé, selon la nouvelle grille communale de densité à sept niveaux définie par l'Insee en 2022.
Elle appartient à l'unité urbaine de Soumoulou, une agglomération intra-départementale regroupant quatre  communes, dont elle est ville-centre,,. Par ailleurs la commune fait partie de l'aire d'attraction de Pau, dont elle est une commune de la couronne,. Cette aire, qui regroupe 227 communes, est catégorisée dans les aires de 200 000 à moins de 700 000 habitants,.

### Occupation des sols

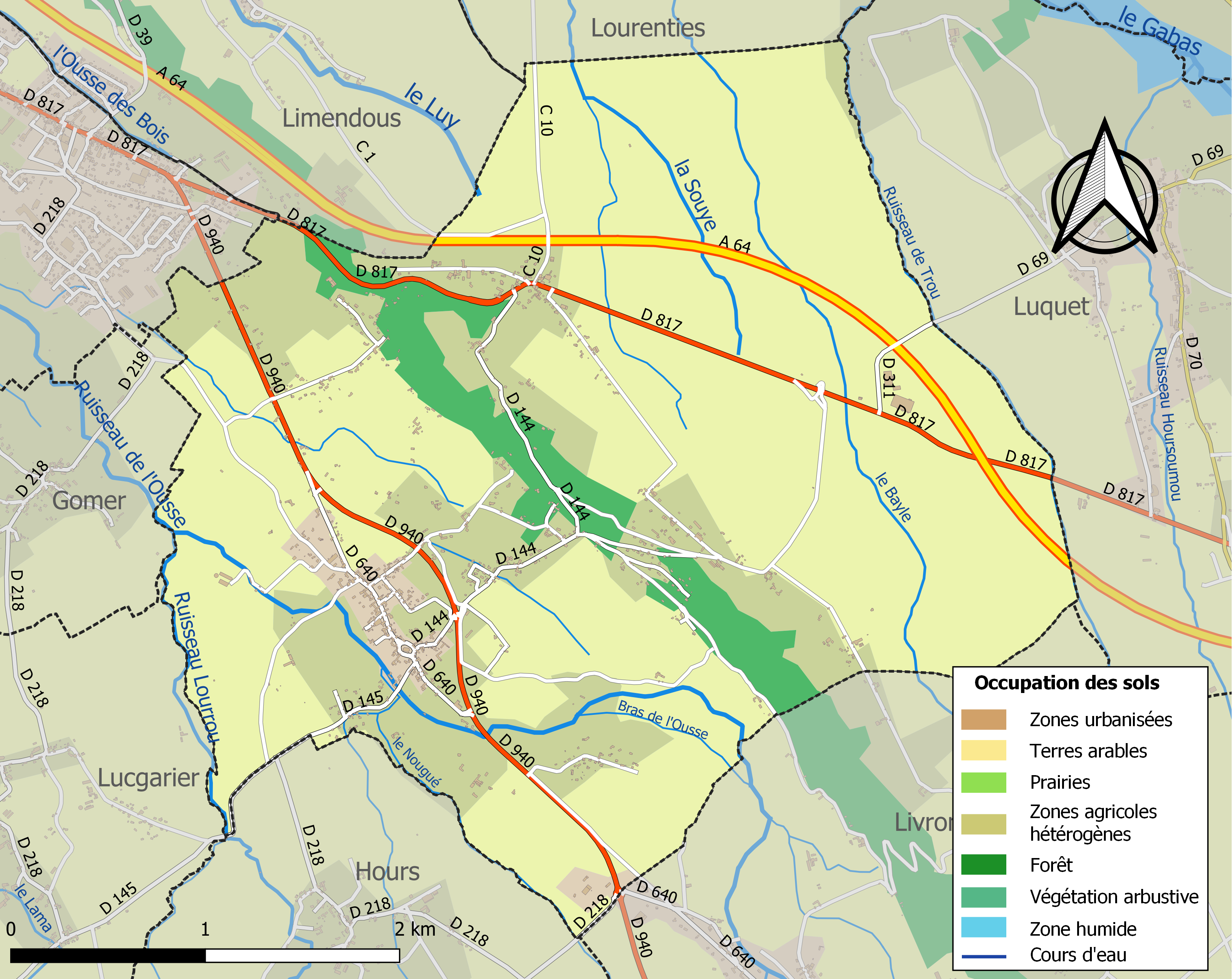
Carte des infrastructures et de l'occupation des sols de la commune en 2018 (CLC).

L'occupation des sols de la commune, telle qu'elle ressort de la base de données européenne d’occupation biophysique des sols Corine Land Cover (CLC), est marquée par l'importance des territoires agricoles (91,2 % en 2018), une proportion sensiblement équivalente à celle de 1990 (91,5 %). La répartition détaillée en 2018 est la suivante : 
terres arables (70,2 %), zones agricoles hétérogènes (21 %), forêts (6,4 %), zones urbanisées (2,4 %). L'évolution de l’occupation des sols de la commune et de ses infrastructures peut être observée sur les différentes représentations cartographiques du territoire : la carte de Cassini (XVIIIe siècle), la carte d'état-major (1820-1866) et les cartes ou photos aériennes de l'IGN pour la période actuelle (1950 à aujourd'hui).

### Lieux-dits et hameaux
- Abéra
- Le Haut d'Espoey

### Voies de communication et transports
La commune est desservie par la route nationale 117 et la départementale D640.

### Risques majeurs
Le territoire de la commune d'Espoey est vulnérable à différents aléas naturels : météorologiques (tempête, orage, neige, grand froid, canicule ou sécheresse), inondations et séisme (sismicité moyenne). Il est également exposé à un risque technologique,  le transport de matières dangereuses. Un site publié par le BRGM permet d'évaluer simplement et rapidement les risques d'un bien localisé soit par son adresse soit par le numéro de sa parcelle.

#### Risques naturels
Certaines parties du territoire communal sont susceptibles d’être affectées par le risque d’inondation par une crue torrentielle ou à montée rapide de cours d'eau, notamment le Luy, la Souye, le ruisseau de l'Ousse et le ruisseau Lourrou. La commune a été reconnue en état de catastrophe naturelle au titre des dommages causés par les inondations et coulées de boue survenues en 1982, 2008, 2009, 2014 et 2018,.

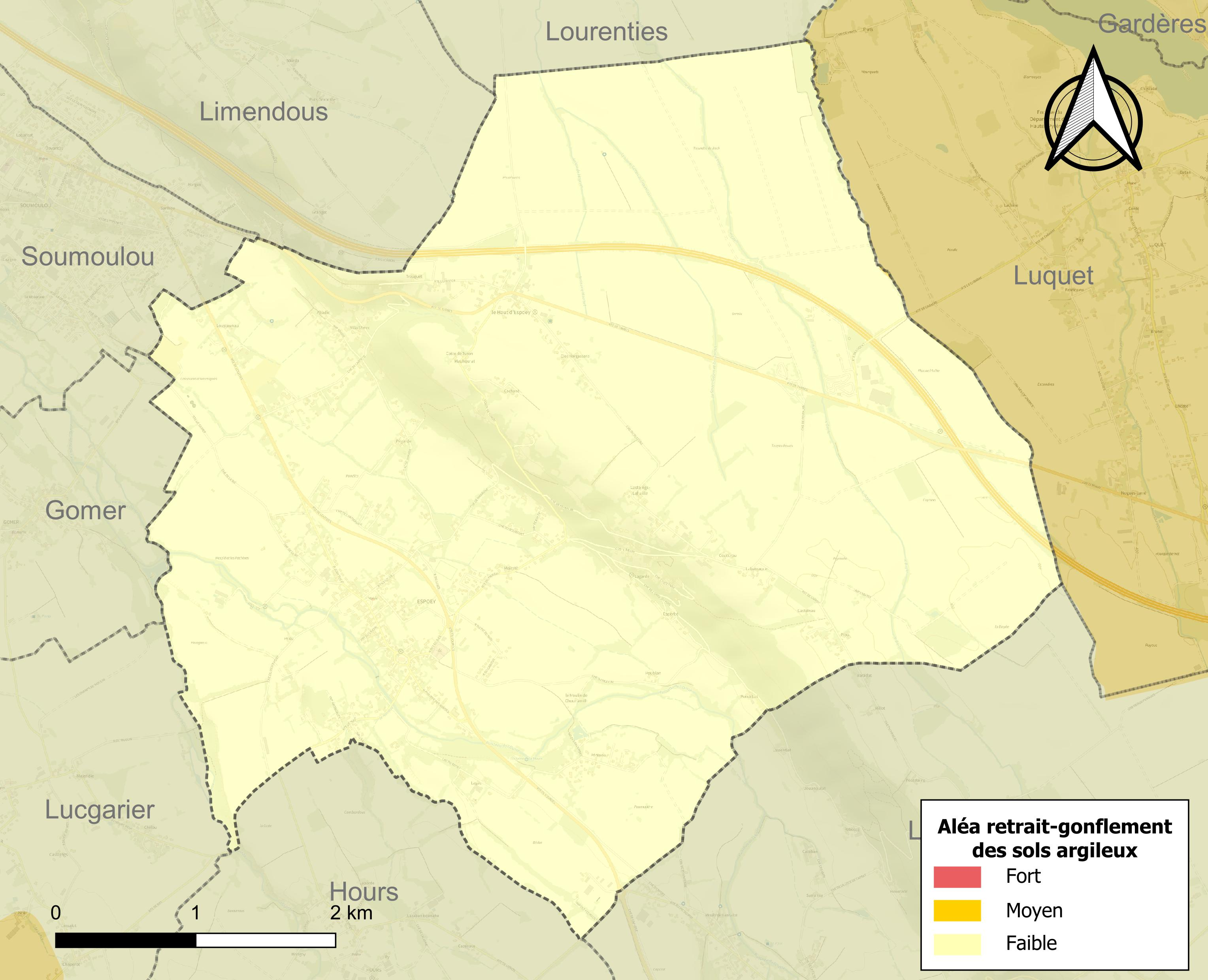
Carte des zones d'aléa retrait-gonflement des sols argileux d'Espoey.

Le retrait-gonflement des sols argileux est susceptible d'engendrer des dommages importants aux bâtiments en cas d’alternance de périodes de sécheresse et de pluie. Aucune partie du territoire de la commune n'est en aléa moyen ou fort (59 % au niveau départemental et 48,5 % au niveau national). Depuis le 1er octobre 2020, en application de la loi ELAN, différentes contraintes s'imposent aux vendeurs, maîtres d'ouvrages ou constructeurs de biens situés dans une zone classée en aléa moyen ou fort,.

## Toponymie
Le toponyme Espoey apparaît sous les formes 
Espuei, Espui et Espoei (respectivement 1062, XIe siècle et 1131, titres de Morlaàs), 
Espoi (XIIe siècle, titres de Gabas), 
Spoey (1402, censier de Béarn), 
Aspoey (1434, notaires d'Oloron) et 
Expouey (1675, réformation de Béarn).
Abéra apparaît sous la forme Berat (1538, réformation de Béarn).

## Histoire
Paul Raymond note qu'en 1385, Espoey comptait trente-sept feux et dépendait du bailliage de Pau. Espoey et Hours ressortaient à la baronnie d'Espoey, vassale de la vicomté de Béarn. Abérat était un fief vassal de la même vicomté.

## Politique et administration
| Période | Période  | Identité            | Étiquette | Qualité           |
| ------- | -------- | ------------------- | --------- | ----------------- |
| 1995    | 2001     | Philippe Labat      |           |                   |
| 2001    | En cours | Jean-Pierre Barrère | DVD       | Chef d'entreprise |

### Intercommunalité
Espoey fait partie de quatre structures intercommunales :
- la communauté de communes du Nord-Est Béarn ;
- le syndicat d'aménagement hydraulique du bassin de l'Ousse ;
- le syndicat d'énergie des Pyrénées-Atlantiques ;
- le syndicat mixte d'eau et d'assainissement de la vallée de l'Ousse.

Elle est incluse dans l'unité urbaine de Soumoulou.

## Population et société

### Démographie
L'évolution du nombre d'habitants est connue à travers les recensements de la population effectués dans la commune depuis 1793. Pour les communes de moins de 10 000 habitants, une enquête de recensement portant sur toute la population est réalisée tous les cinq ans, les populations de référence des années intermédiaires étant quant à elles estimées par interpolation ou extrapolation. Pour la commune, le premier recensement exhaustif entrant dans le cadre du nouveau dispositif a été réalisé en 2004.

En 2022, la commune comptait 1 206 habitants, en évolution de +5,88 % par rapport à 2016 (Pyrénées-Atlantiques : +3,78 %, France hors Mayotte : +2,11 %).
| 1793 | 1800 | 1806 | 1821 | 1831 | 1836 | 1841 | 1846  | 1851  |
| ---- | ---- | ---- | ---- | ---- | ---- | ---- | ----- | ----- |
| 767  | 632  | 758  | 803  | 858  | 883  | 960  | 1 016 | 1 026 |

| 1856  | 1861 | 1866 | 1872 | 1876 | 1881 | 1886 | 1891 | 1896 |
| ----- | ---- | ---- | ---- | ---- | ---- | ---- | ---- | ---- |
| 1 031 | 957  | 964  | 893  | 856  | 852  | 840  | 810  | 768  |

| 1901 | 1906 | 1911 | 1921 | 1926 | 1931 | 1936 | 1946 | 1954 |
| ---- | ---- | ---- | ---- | ---- | ---- | ---- | ---- | ---- |
| 777  | 741  | 699  | 626  | 605  | 575  | 611  | 533  | 538  |

| 1962 | 1968 | 1975 | 1982 | 1990 | 1999 | 2004 | 2006 | 2009  |
| ---- | ---- | ---- | ---- | ---- | ---- | ---- | ---- | ----- |
| 554  | 591  | 556  | 642  | 677  | 824  | 894  | 931  | 1 004 |

| 2014  | 2019  | 2022  | - | - | - | - | - | - |
| ----- | ----- | ----- | - | - | - | - | - | - |
| 1 103 | 1 190 | 1 206 | - | - | - | - | - | - |

Espoey fait partie de l'aire d'attraction de Pau.

## Économie
La commune fait partiellement partie de la zone d'appellation de l'ossau-iraty.

## Culture locale et patrimoine

### Patrimoine religieux

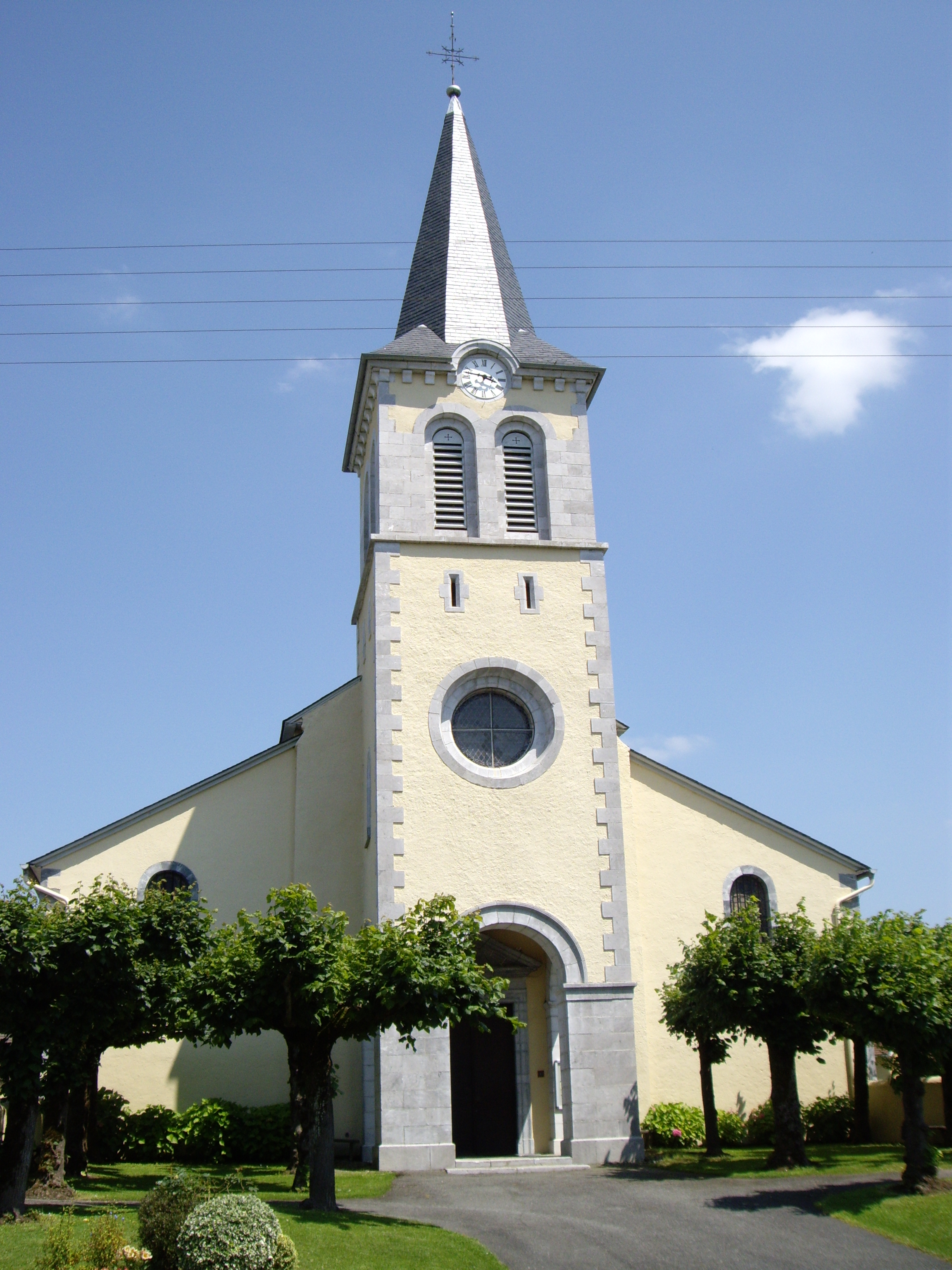
Église Saint-Vincent d'Espoey.

L'église Saint-Vincent-Diacre fut édifiée entre 1845 et 1846. Le cimetière, situé tout autour de l'église, forme avec l'église le premier rond-point de la commune.

## Équipements
Enseignement
Espoey dispose d'une école primaire.